# Don't Go (Yazoo)
Don't Go è un singolo del gruppo musicale britannico Yazoo, pubblicato nel 1982 come secondo estratto dall'album Upstairs at Eric's. Nel Regno Unito raggiunse il 3º posto nell'UK Singles Chart, mentre negli Stati Uniti si posizionò per 2 settimane al 1º posto nell'American dance chart dell'ottobre 1982.

## Video musicale
Il video musicale di Don't Go vede come protagonisti i componenti del duo, Alison Moyet e Vince Clarke, che si muovono all'interno di una casa stregata, con Clarke che impersona Victor Frankenstein.